# Reacción de adición
Una reacción de adición, en química orgánica, es una reacción donde una o más especies químicas se suman a otro (substrato), formando un único producto, llamado aducto.
Una reacción de adición se limita a compuestos químicos que tienen enlaces múltiples. Algunos ejemplos incluyen una molécula con un enlace doble carbono-carbono (alquenos) o un enlace triple (alquinos). Otro ejemplo es un compuesto que tiene anillos (que también se consideran puntos de insaturación). Una molécula que tiene enlaces dobles carbono-heteroátomo, como un grupo carbonilo (C=O) o una imina (C=N), puede experimentar una reacción de adición debido a su doble enlace. Esta reacción implica en el substrato la formación de dos nuevos enlaces y una disminución en el orden o multiplicidad de enlace.
Una reacción de adición es la inversa de una reacción de eliminación, en la que una molécula se divide en dos o más moléculas. Por ejemplo, la reacción de hidratación de un alqueno a un alcohol se revierte por la reacción de deshidratación.

## Tipos de Reacciones de Adición
Hay dos tipos principales de reacciones de adición polar: adición electrofílica y adición nucleófila. También existen dos reacciones de adición no polar, llamadas adición de radicales libres y cicloadiciones. En las polimerizaciones también se producen reacciones de adición, denominadas polimerización por adición.

Esquema general de las reacciones de adición. De arriba abajo: adición electrofílica a un alqueno, adición nucleofílica de un nucleófilo a un carbonilo y adición por radicales libres de un haluro a un alqueno

- Adiciones electrófilas (o eletrofílicas): donde el electrófilo se suele representar por un E+.
- Adiciones nucleófilas (o nucleofílicas): donde el nucleófilo se suele representar por un Nu-.
- Adiciones radicalarias: donde el electrón libre del radical generado se suele representar por ..

Dependiendo de la estructura del producto, podría reaccionar rápidamente para expulsar un grupo saliente y dar lugar a la secuencia de reacción de adición-eliminación.

## Ejemplos de reacciones de adición

### Reacción de Adición a Hidrocarburos Insaturados

#### Hidrogenación
Las reacciones de adición de hidrógeno también se denominan hidrogenación. Generalmente se utiliza un catalizador para estas reacciones, en este caso un catalizador heterogéneo, de paladio sobre carbono (Pd/C):

### Reacción de Adición a compuestos carbonílicos (acetilización)
Los aldehídos y las cetonas pueden reaccionar con alcoholes en una reacción catalizada por ácido llamada acetalización; por una primera reacción de adición, forman un hemiacetal, y si el compuesto reacciona una segunda vez con otra molécula de alcohol, forman entonces un acetal o cetal (dependiendo del compuesto inicial), esta vez con eliminación de una molécula de agua.

## Detección de enlaces múltiples
Las reacciones de adición son útiles en química analítica, ya que pueden identificar la existencia y la cantidad de enlaces dobles en una molécula. Por ejemplo, la adición de agua de bromo consumirá una solución de bromo, lo que dará como resultado un cambio de color al reaccionar:
{\displaystyle {\ce {RR'C=CR''R'''+Br2(marron-anaranjado)->[{} \atop {\ce {CCl4}}]RR'CBr-BrCR''R'''(incoloro)}}}
Esta reacción continúa hasta que todas las moléculas de bromo estén unidas o no haya más enlaces múltiples (lo cual no es deseable en la reacción de detección). El resultado positivo de la prueba idealmente es una solución incolora. Sin embargo, la solución suele tener un color ligeramente amarillento debido a impurezas inevitables.
De la misma manera, la adición de hidrógeno a menudo se produce en todos los enlaces dobles de una molécula y, por lo tanto, proporciona un recuento del número de enlaces dobles y triples mediante estequiometría:
{\displaystyle {\ce {{(H2C=CH)2}+H2->[{} \atop {\ce {Pt}}/{\ce {Pd}}](H3C-CH3)}}}